# Ulica Dolina Służewiecka w Warszawie
Ulica Dolina Służewiecka – ulica w warszawskich dzielnicach Mokotów i Ursynów. 

## Opis
Projektowanej arterii nadano nazwę ulica Dolina Służewiecka uchwałą Rady Narodowej m.st. Warszawy z dnia 31 stycznia 1969. Upamiętniona w nazwie ulicy Dolina Służewiecka to dolina Potoku Służewieckiego, po którego południowej stronie wybudowana została arteria.
Ulica została wytyczona w drugiej połowie lat 70. XX wieku przez teren dawnej wsi Służew, między powstającymi wtedy osiedlami Służew nad Dolinką i Ursynów Północny. Miała stanowić fragment przyszłej trasy mostu Siekierkowskiego, nazywanej wtedy trasą obwodową. W trakcie budowy arterii wyburzona została część zabytkowej zabudowy wsi Służew znajdująca się po zachodniej stronie ulicy Fosa. Budowa trójpoziomowego węzła komunikacyjnego łączącego ulice Dolinę Służewiecką, Wincentego Rzymowskiego i Puławską spowodowała konieczność przeniesienia w latach 1977–1978 pętli tramwajowej Wyścigi o 250 metrów na północ i odsunięcia jej od skrzyżowania ulicy Puławskiej z aleją Wyścigową na północną stronę powstającego węzła. 
Ulica została otwarta dla ruchu w sierpniu 1978. 19 listopada 1978 zaczęła obsługiwać komunikację autobusową na odcinku pomiędzy alejami Komisji Edukacji Narodowej i Wilanowską. W lutym 1983 oddana do użytku został fragment ulicy Wincentego Rzymowskiego stanowiący przedłużenie ulicy Dolina Służewiecka na zachód wraz z węzłem komunikacyjnym łączącym obie arterie z ulicą Puławską.
W styczniu 2022 wyznaczono na niej buspasy w obu kierunkach, na odcinku od ul. Nowoursynowskiej do al. Wilanowskiej, i dalej wzdłuż al. gen. Sikorskiego.

## Ważniejsze obiekty
- Park im. Romana Kozłowskiego
- Potok Służewiecki
- Park Dolinka Służewska
- Figura św. Jana Nepomucena, kopia rzeźby ustawionej w tym miejscu w 1864 na pamiątkę współpracy Służewa z Rządem Narodowym w czasie powstania styczniowego[12]
- Fort Służew
- Kościół św. Katarzyny
- Pomnik Męczenników Terroru Komunistycznego 1944–1956
- Stary cmentarz na Służewie
- Gucin Gaj
- Muzeum Kowalstwa